# KWHY-TV
KSCN-TV, canal 22, es una estación de televisión independiente en español que opera con licencia en Los Ángeles, California, EE. UU.. KSCN-TV es propiedad de Sunset Boulevard Broadcasting Corporation, una filial de Iglesia de la Cienciología; las dos estaciones comparten el canal 4 bajo un acuerdo de intercambio de canales. KSCN comparten estudios en Sunset Boulevard en la sección Mid-City de Hollywood e instalaciones de transmisión en la cima de Monte Wilson, junto a la estación afiliada de Canal de la Fe KWHY, con licencia de Garden Grove (canal 63).

## Historia

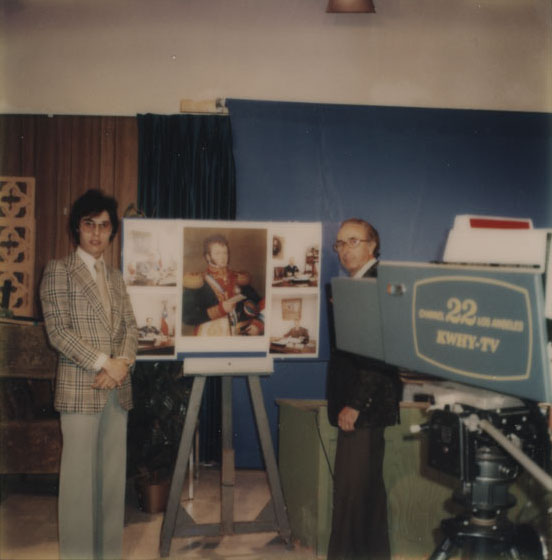
KWHY-TV en 1976.

El Canal 22, cuyo indicativo de señal es KWHY-TV
En 1989, el Canal 22 empieza a transmitir programación de México en español. En 2012, el Canal 22 se convierte a la familia de MundoMax más grande de habla hispana en los Estados Unidos, ofreciendo contenido de Noticias, Series, Películas, Telenovelas, Dibujos Animados y Los eventos deportivos como UEFA Champions League, Barclays Premier League, Copa Bridgestone Sudamericana, Copa Santander Libertadores, Grandes Ligas de Béisbol, Golden Boy Promotions, UFC, Futbol Americano de la NFL, Futbol Americano universitario y Fórmula 1 entre otros.
Actualmente, las instalaciones del KWHY Canal 22 se encuentran en la ciudad de Burbank, California. Inicio en Hollywood de 1965 hasta 2001, luego, las operaciones se trasladan a Glendale, California, del 2001 al 2003 y del 2003 hasta el 2010 en los antiguos estudios de la cadenas NBC y Telemundo en Burbank. Del 2011 hasta 2018, se operó desde la zona Mid-City de Los Ángeles. Desde 2017, KWHY empezó a transmitir Milenio Noticias, remplazando el noticiero local con cobertura diaria desde México. El 1 de enero de 2022, KWHY-TV comenzó a transmitir Azteca América en el subcanal digital 22.2 después de que la afiliación a la red terminó con KJLA.

### El cambio a KSCN-TV

Logo como KWHY-TV, utilizado desde 2018 hasta 2025

El 29 de julio de 2024, Meruelo Media anunció que vendería la estación a Sunset Boulevard Broadcasting Corporation, una filial de Iglesia de la Cienciología, por $30 millones de dólares, incluyendo un acuerdo de seguir utilizando el canal 4 para sus emisiones junto con KBEH (que aún es propiedad de Meruelo actualmente), siendo aprobada la compra el 6 de enero de 2025.
Además, el 16 de diciembre del 2024, Sunset Boulevard Broadcasting solicitó ante la FCC, el cambio de distintivo de la estación, pasando a ser KSCN-TV, y el 1 de enero de 2025, comenzó a transmitir el canal Scientology Network de manera completa, y los subcanales que tenía anteriormente la estación, fueron apagados.

## La estación de TV es la primera...
- Primera estación de televisión de solo negocios en los Estados Unidos.
- Primera estación con una máquina de reproducción comercial automatizado.
- Primera estación con animación por ordenador de un reproductor de disco óptico.
- Primera estación en utilizar un sistema de edición no lineal para sus noticieros (Grass Valley).
- Primer UHF para tener un transmisor digital de alta definición en L.A.